# Muizenkeuteltje
Het muizenkeuteltje (Bittium reticulatum) is een slakkensoort uit de familie van de Cerithiidae. De wetenschappelijke naam van de soort is voor het eerst geldig gepubliceerd in 1778 door da Costa als Strombiformis reticulatus.

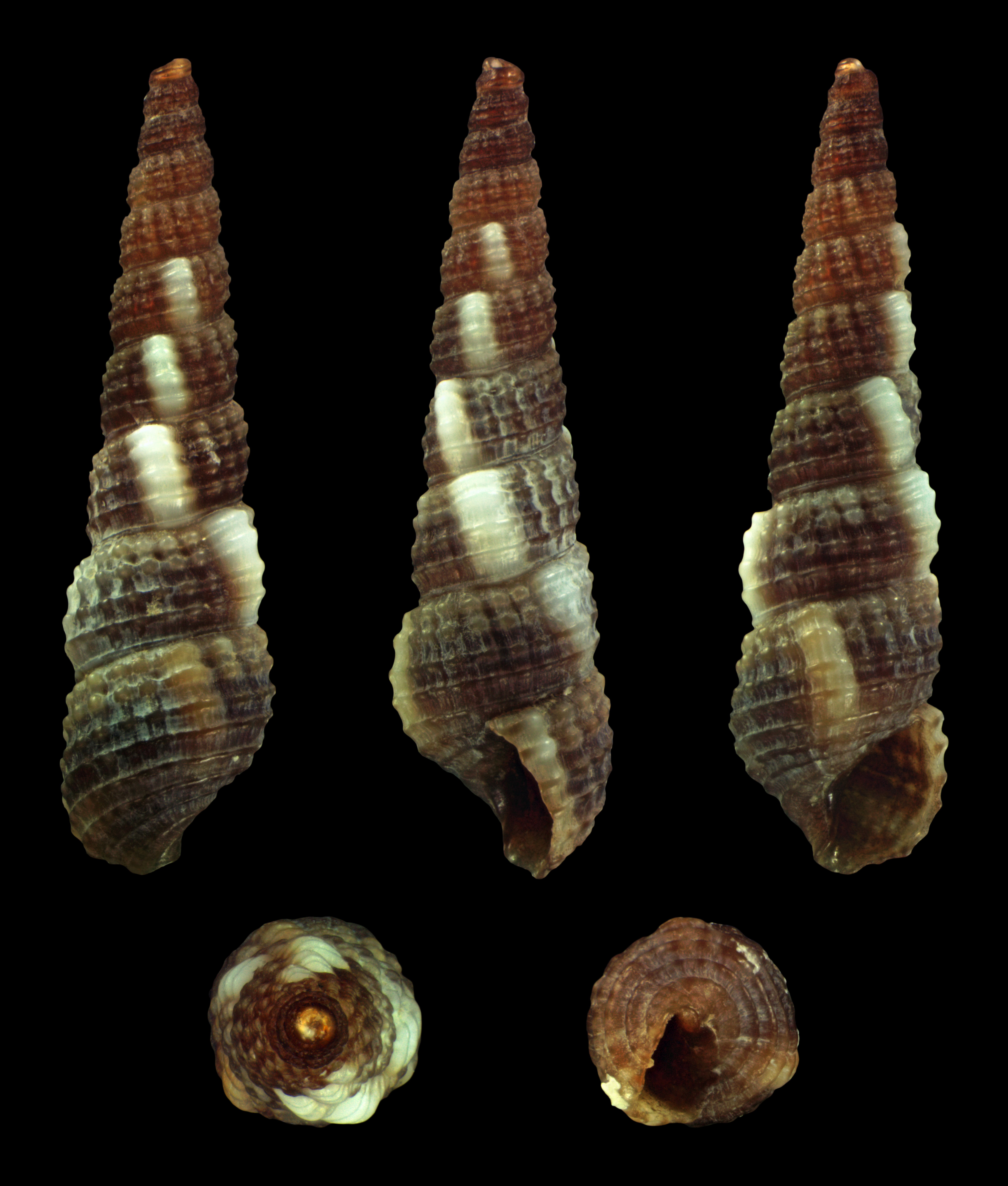
forma antonium
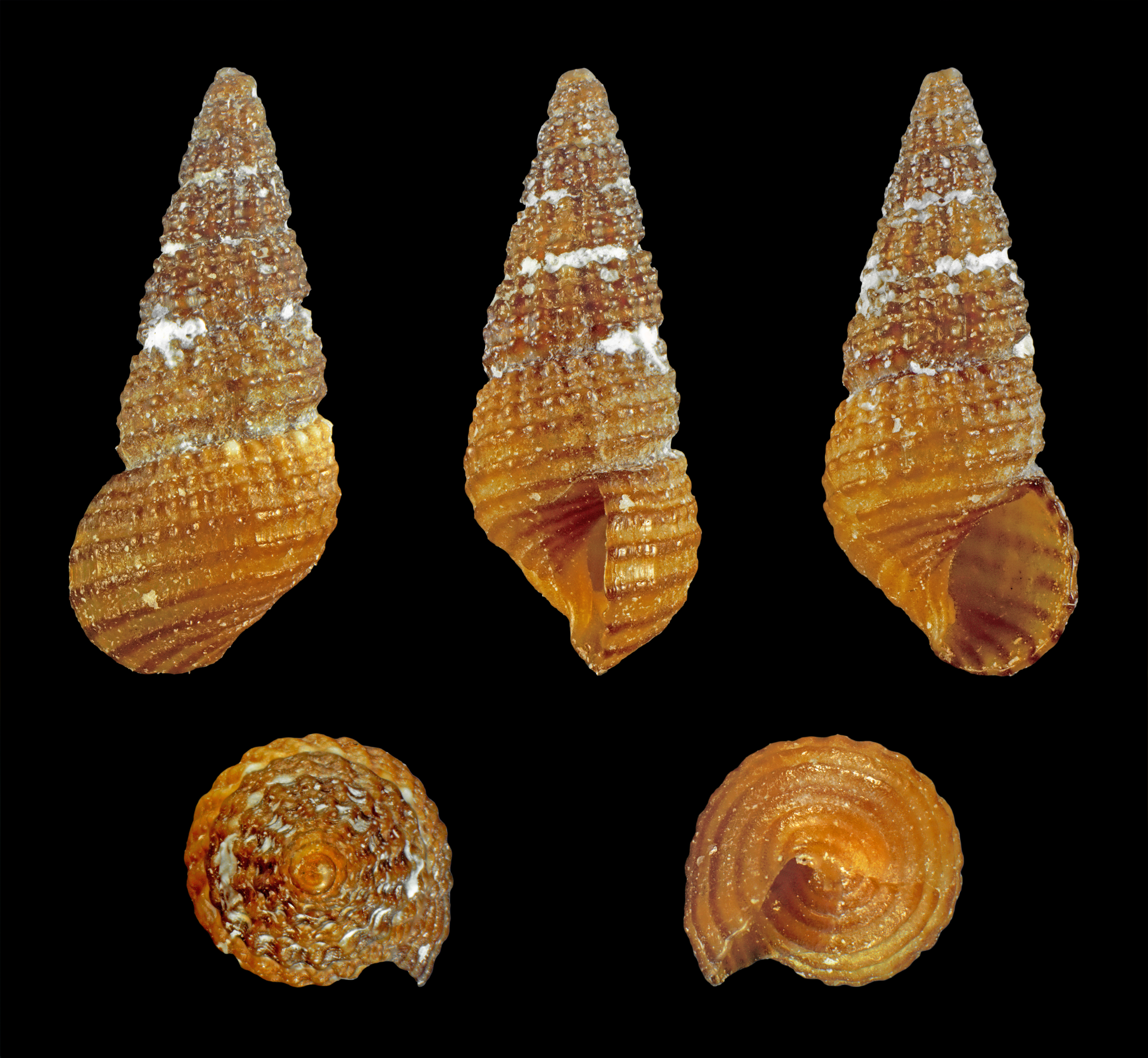
forma scabroides
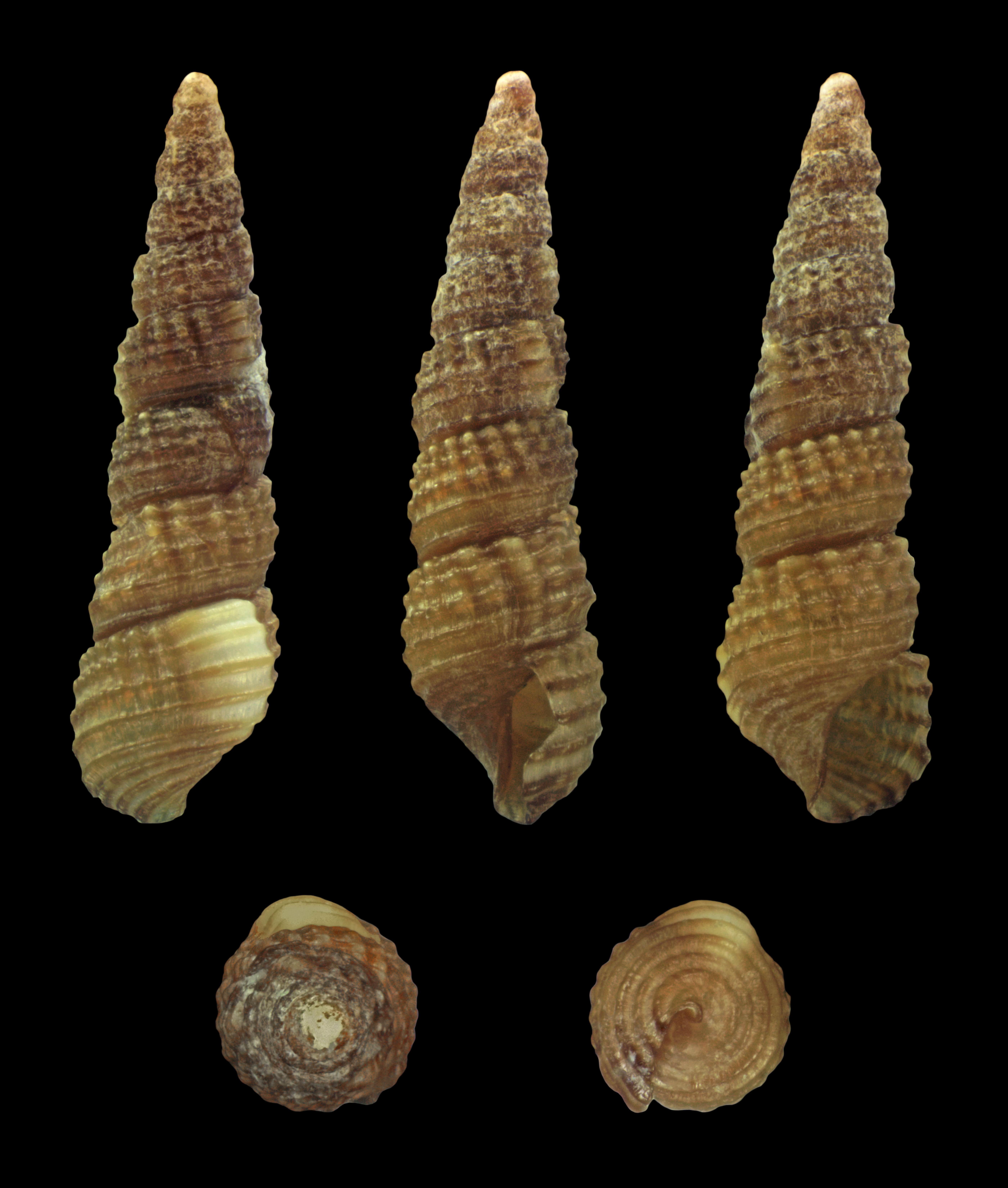
forma scabrum